# Семекеевское сельское поселение
Семекеевское се́льское поселе́ние — муниципальное образование в Тукаевском районе Татарстана Российской Федерации.
Административный центр — село Семекеево.

## История
Статус и границы сельского поселения установлены Законом Республики Татарстан от 31 января 2005 года № 39-ЗРТ Законом Республики Татарстан от 31 января 2005 года № 42-ЗРТ «Об установлении границ территорий и статусе муниципального образования "Тукаевский муниципальный район" и муниципальных образований в его составе».

## Население
| 2010 | 2011 | 2012 | 2013 | 2014 | 2015 | 2016 |
| ---- | ---- | ---- | ---- | ---- | ---- | ---- |
| 653  | ↗654 | ↗656 | ↘634 | ↘633 | ↗653 | →653 |
| 2017 | 2018 |      |      |      |      |      |
| ↘652 | ↘635 |      |      |      |      |      |

## Состав сельского поселения
| № | Населённый пункт | Тип населённого пункта       | Население |
| - | ---------------- | ---------------------------- | --------- |
| 1 | Кугашево         | деревня                      | 146       |
| 2 | Саитово          | деревня                      | 148       |
| 3 | Семекеево        | село, административный центр | 294       |
| 4 | Ургуда           | деревня                      | 52        |